# Brian the Lion
Brian the Lion è un videogioco d'azione sviluppato dalla Reflections Interactive e pubblicato dalla Psygnosis nel 1994 per Amiga e Amiga CD32.